# Gemini (schwedische Band)
Gemini war ein schwedisches Pop-Duo, bestehend aus den Geschwistern Karin Glenmark (* 1952) und Anders Glenmark (* 1953), das in den 1980ern aktiv war.

## Bandgeschichte
Anders und Karin Glenmark waren vorher als Band Glenmarks aktiv, die außer ihnen auch noch aus Onkel Bruno Glenmark und Tante Ann-Louise Hanson bestand und in den 1970ern vier Alben veröffentlichte. Als Duo traten sie bereits beim Melodifestivalen 1984 auf, wo sie mit dem Titel Kall som is den vierten Platz belegten. Herreys, die Gewinner des Wettbewerbs, nahmen den Song ein zweites Mal auf.
Gemini brachte zwei Alben heraus, die beide von den ehemaligen ABBA-Mitgliedern Benny Andersson und Björn Ulvaeus produziert wurden, und zu denen sie auch zahlreiche Titel schrieben. Die Geschwister kannten Ulvaeus durch die gemeinsame Arbeit am Musical Chess, bei dem Anders und Karin als Hintergrundsänger aktiv waren. Dadurch waren sie auch Teil der ersten Albumfassung des Musicals. Gemini standen bei Polar Music unter Vertrag, dem Plattenlabel von Stig Anderson.
Auf dem ersten Album Gemini aus dem Jahr 1985 ist eine überarbeitete Variante des nie veröffentlichten ABBA-Songs Just Like That enthalten. Der Titel Slowly war ein Überrest aus den Aufnahmen zu Chess und wurde 1984 Frida Lyngstad für ihr Album Shine überlassen. Für Gemini wurde er neu arrangiert und abgemischt. Das zweite Album Geminism aus dem Jahr 1987 enthält den Titelsong Mio My Mio zum gleichnamigen Astrid-Lindgren-Film aus demselben Jahr.
2005 erschien bei Universal Music AB das Greatest-Hits-Album Gemini - Det Bästa med Karin och Anders Glenmark, das bekannte Gemini-Songs aus den 1980ern sowie Neuaufnahmen und Remixe enthält. Bisher unveröffentlicht war unter anderem die schwedischen Versionen der Titel Mio My Mio (Mio min Mio) und Too Much Love Is Wasted (Den som sa det var det).

## Diskografie
Alben

| Jahr | Titel    | Höchstplatzierung, Gesamtwochen, AuszeichnungChartsChartplatzierungen (Jahr, Titel, Platzierungen, Wochen, Auszeichnungen, Anmerkungen) | Anmerkungen                            |
| Jahr | Titel    | SE | Anmerkungen                            |
| ---- | -------- | --- | -------------------------------------- |
| 1985 | Gemini   | SE9 (6 Wo.)SE | Erstveröffentlichung: 1985 Polar Music |
| 1987 | Geminism | SE13 (15 Wo.)SE | Erstveröffentlichung: 1987 Polar Music |

Kompilationen

| Jahr | Titel                                   | Höchstplatzierung, Gesamtwochen, AuszeichnungChartsChartplatzierungen (Jahr, Titel, Platzierungen, Wochen, Auszeichnungen, Anmerkungen) | Anmerkungen                                            |
| Jahr | Titel                                   | SE | Anmerkungen                                            |
| ---- | --------------------------------------- | --- | ------------------------------------------------------ |
| 2005 | Det bästa med Karin och Anders Glenmark | SE45 (3 Wo.)SE | Erstveröffentlichung: 2. November 2005 Universal Music |

Singles

| Jahr | Titel Album          | Höchstplatzierung, Gesamtwochen, AuszeichnungChartsChartplatzierungen (Jahr, Titel, Album, Platzierungen, Wochen, Auszeichnungen, Anmerkungen) | Anmerkungen |
| Jahr | Titel Album          | SE | Anmerkungen |
| ---- | -------------------- | --- | ----------- |
| 1987 | Mio min Mio Geminism | SE3 (6 Wo.)SE |             |

Weitere Singles
- 1985: Another You, Another Me
- 1985: Slow Emotion
- 1986: Just Like That
- 1986: Have Mercy
- 1987: Wild About That Girl
- 1987: T.L-C.